# Nelson Barbosa
Nelson Henrique Barbosa Filho (Rio de Janeiro, 17 de novembro de 1969) é um economista e professor brasileiro. Foi Ministro do Planejamento e Ministro da Fazenda do Brasil no governo Dilma Rousseff. Também foi Secretário de Política Econômica e Secretário de Acompanhamento Econômico do Ministério da Fazenda no governo Lula, entre 2007 e 2010. Atualmente, é diretor de Planejamento do Banco Nacional de Desenvolvimento Econômico (BNDES).

## Formação e Carreira
Graduado em economia pela Universidade Federal do Rio de Janeiro, realizou Mestrado em Economia pela mesma instituição e Doutorado em Economia pela New School for Social Research em Nova Iorque.
Atualmente é Professor Adjunto da Universidade de Brasília (UnB).
Na academia, foi professor da Faculdade de Economia da UFF (em 1993-94), do Instituto dos Economistas do Rio de Janeiro IERJ (em 1995-97), da Universidade Candido Mendes (1997), do St. Francis College em Nova Iorque (2000-01), e Instrutor da New School for Social Research (2000-02). Nelson Barbosa também foi pesquisador do Instituto Brasileiro de Economia IBRE (2014) e do Schwartz Center for Economic Policy Analysis, da New School for Social Research (em 1999-02).
No governo, foi Analista do Banco Central do Brasil (em 1994-97), Chefe Adjunto da Assessoria Econômica do Ministério do Planejamento (em 2003) e Assessor da Presidência do Banco Nacional de Desenvolvimento Econômico BNDES (em 2005-06). No Ministério da Fazenda, ocupou os cargos de Secretário Adjunto de Política Econômica (em 2006-07), Secretário de Acompanhamento Econômico (em 2007-08), Secretário de Política Econômica (2008-10) e Secretário Executivo (2011-13).
Nelson Barbosa também foi Presidente do conselho de administração do Banco do Brasil (em 2009-13) e membro dos conselhos de administração da Vale (em 2011-13), da Cetip (em 2014) e do Banco Regional de Brasília BRB (em 2013-14).
Em janeiro de 2023, foi nomeado diretor de Planejamento do BNDES.

## Ministério do Planejamento, Orçamento e Gestão
Em 27 de novembro de 2014 foi anunciado oficialmente como  Ministro do Planejamento, Orçamento e Gestão do Segundo Gabinete Dilma Rousseff, cargo que ocupou até 18 de dezembro de 2015, quando o deixou para assumir o Ministério da Fazenda.

## Ministério da Fazenda
Em 18 de dezembro de 2015, foi anunciado oficialmente como Ministro da Fazenda do Segundo Gabinete Dilma Rousseff em substituição a Joaquim Levy. Foi um dos responsáveis pela elaboração da política econômica durante o governo Dilma visando manter o esforço pela reorganização das contas públicas no contexto da recessão e crise econômica de 2014.
No Ministério, regularizou os passivos da União junto aos bancos públicos apontados pelo TCU e propôs a retomada do aumento da oferta de crédito por parte dos bancos públicos, mas sem aumento dos subsídios financeiros por parte do governo
Também apresentou uma proposta de reforma da política fiscal, substituindo a estratégia de contração fiscal expansionista por uma combinação de flexibilização fiscal no curto prazo e reformas fiscais de longo prazo. No primeiro campo, encaminhou ao Congresso Nacional uma proposta de redução do resultado primário do governo federal para 2016 (PLN1/06), que posteriormente foi ampliada pelo governo Temer e aprovada pelos parlamentares após o afastamento da Presidente Dilma Rousseff. No mesmo sentido, também regulamentou a mudança do indexador da dívida dos Estados e Municípios com a União, que apesar de aprovada pelo Congresso Nacional em 2014, não havia sido efetivada até dezembro de 2015. Também encaminhou ao Congresso Nacional uma proposta de alongamento da dívida dos Estados com a União, para aliviar a restrição fiscal no curto prazo, em troca da adoção de medidas de controle do gasto no médio prazo por parte dos governos estaduais (PLP 257/16). Após o afastamento da Presidente Dilma Rousseff, somente o alívio financeiro para os Estados foi aprovado pela Câmara dos Deputados, mas o projeto ainda está em análise pelo Senado.
No campo das reformas fiscais, encaminhou ao Congresso Nacional um projeto de lei (PLP 257/16) para criação de depósitos voluntários remunerados dos bancos comerciais no Banco Central e estabelecimento de um teto para o gasto primário, em percentual do PIB, a ser fixado no primeiro ano de cada mandato presidencial, com periodicidade de quatro anos, cláusulas automáticas de corte de despesa caso tal limite fosse descumprido, e cláusulas especiais de preservação de gastos essenciais ou estratégicos em períodos de baixo crescimento.
Após o afastamento da Presidente Dilma Rousseff, o governo Temer encaminhou nova proposta de limite para os gastos públicos, na forma de uma emenda constitucional, com congelamento do gasto primário em termos reais por até vinte anos. Apesar de ter defendido um teto para o gasto público, Nelson Barbosa se posicionou contra essa proposta devido ao instrumento jurídico adotado, ao prazo de vinte anos e ao congelamento real das despesas primárias.
Foi exonerado do cargo em 12 de maio de 2016, junto com vários outros ministros, em virtude da aceitação do processo de impeachment de Dilma Rousseff pelo Senado Federal.